# Батт, Арчибальд
Майор Арчибальд Уиллингем Батт (англ. Archibald Willingham Butt; 26 сентября 1865, Огаста, Джорджия — 15 апреля 1912, Северная Атлантика) — влиятельный военный помощник президентов США Теодора Рузвельта и Уильяма Говарда Тафта.
Перед тем, как стать помощником Рузвельта, Батт начинал свою карьеру в журналистике и участвовал в испано-американской войне. Погиб при крушении «Титаника».

## Биография
Арчибальд Уиллингем Батт родился в Огасте, штат Джорджия, в семье Джоша Уиллингема Батта и Памелы Робертсон Боггс. Он был племянником генерала Уилльяма Робертсона Боггса, служившего в Армии Конфедеративных Штатов Америки. Семья Баттов была известна в Огасте, но пострадала в финансовом отношении во время Гражданской войны в США. Когда Арчибальду было 14 лет, его отец умер, и ему пришлось идти работать, чтобы прокормить мать, сестру и младшего брата. Благодаря взносам пастора церкви и матери, устроившейся туда библиотекарем, Арчибальд смог пойти учиться в Южный университет Севани, Теннесси, который окончил в 1888 году. В студенческие годы Батт был членом клуба «Delta Tau Delta». Свою карьеру журналиста Батт начал, работая в газете «The Courier-Journal», а затем стал репортёром в Вашингтоне для южных газет «The Atlanta Journal-Constitution» и «Nashville Banner». Хотя Батт работал в Вашингтоне, он был первым секретарём посольства США в Мексике при бывшем сенаторе Метте Рансоме.

## Военная служба
В 1898 году во время испано-американской войны Батт присоединился к армии как лейтенант. В 1900—1904 годах он служил на Филиппинах. Во время службы на Филиппинах Батт участвовал в создании «Военного ордена Карабао». В 1904 году в Вашингтоне он встретился с тогдашним президентом Теодором Рузвельтом. В 1906 году был отправлен на Кубу для умиротворения насилия. В 1908 году, теперь уже капитан, Батт был отозван в Вашингтон в качестве главного военного помощника президента Теодора Рузвельта. Когда новым президентом США стал Уильям Говард Тафт, Батт остался в прежней должности. В 1911 году Батт был повышен до майора.
К 1912 году, когда первый срок Тафта подходил к концу, здоровье Батта начало ухудшаться. Его друг, живописец Фрэнсис Дэвис Миллет, попросил президента Тафта дать Батту отпуск, чтобы восстановиться до президентских выборов. Тафт согласился и приказал Арчибальду уйти в отпуск.
Во время службы у двух президентов Батт писал письма своей невесте Кларе в Огасту. Эти письма ценятся современными исследователями как основной источник информации о частной жизни двух президентов, а также неоценимый вклад в понимание характеров Рузвельта и Тафта.

## Сопровождение президента Тафта во время броска им бейсбольного мяча
В 1910 году Тафт открыл главную бейсбольную лигу в клубе Миннесота Твинс. Со своего места он бросил мяч. В 1911 году Тафт сыграл в бейсбол с Арчибальдом Баттом. Следующий раз они сыграли вместе в бейсбол в 1912 году, за четыре дня до отплытия Батта на «Титанике».

## На борту «Титаника»
В начале весны 1912 года здоровье Батта ухудшилось. Президент Тафт дал ему шестинедельный отпуск в Европу. Также Батт должен был лично доставить послание Папе римскому Пию X. В отпуске его сопровождал Фрэнсис Дэвис Миллет. 10 апреля 1912 года Батт сел на «Титаник» для возвращения в США, Миллет сел на корабль в Шербуре в тот же день. В ночь с 14 на 15 апреля, когда Титаник столкнулся с айсбергом, Батт играл в карты в курительном салоне 1 класса. Корабль затонул в 2:20 ночи.
Действия Батта в ту ночь точно не известны. По некоторым данным, капитан Эдвард Джон Смит сообщил ему, что корабль обречён, а шлюпок недостаточно. Батт сразу же начал действовать в качестве ещё одного офицера, помогая женщинам и детям. Один офицер рассказывал, что майор помогал отчаявшимся женщинам подняться на палубу. Уолтер Лорд в книге «A Night to Remember» не согласился, что Батт действовал как должностное лицо, утверждая, что он просто наблюдал за эвакуацией. Так или иначе Арчибальд Батт погиб во время крушения судна, тело так и не нашли.

## Панихида
Так как тело Батта найдено не было, в 3 секции Арлингтонского национального кладбища был возведён кенотаф. 2 мая 1912 года на панихиду в фамильный дом Баттов пришло 1500 человек, включая президента Тафта. Он сказал:
Если бы Арчи только мог выбрать время смерти, но Бог сделал это за него. Вся его жизнь прошла в самопожертвовании, служении другим. Его вера в себя стала частью его натуры. Все, кто знает его, называют его Арчи. Я попытался продумать речь заранее, но не смог. Он всегда был рядом со мной. Он был верен мистеру Рузвельту, сделавшему его военным помощником. Он мне был как сын или брат.
В 1913 году в президентском парке у Белого дома был сооружён мемориальный фонтан Батта-Миллета. В Огасте в 1914 году Тафт освятил мемориальный мост Батта.
В Вашингтонском кафедральном соборе открыта большая мемориальная доска, посвящённая майору Арчибальду Батту. Её также можно найти в музее «Store».

## В литературе
Батт играет важную роль в романе писателя Джека Финнея «Меж трёх времён». В нём президент США направляет Батта в Европу для секретных встреч с европейскими лидерами. После этого Батт отправляется на «Титанике» в США с адресованными президенту документами, обеспечивающими предотвращение мировой войны. Во время крушения корабля Батту предлагают место в шлюпке, но он отказывается и погибает вместе с кораблём.